# Brachypogon tokunagai
Brachypogon tokunagai är en tvåvingeart som beskrevs av Eileen D. Grogan och Wirth 1981. Brachypogon tokunagai ingår i släktet Brachypogon och familjen svidknott. Inga underarter finns listade i Catalogue of Life.